# The Ghost of Tom Joad
The Ghost of Tom Joad är ett musikalbum av Bruce Springsteen utgivet av skivbolaget Columbia Records den 21 november 1995. Det är en i stort sett akustisk skiva utan många andra medmusiker. Texterna och melodierna är mestadels vemodiga. Det är också ett av Springsteens mest politiska album, med reflektioner över samhällsutvecklingen i USA i mitten av 1990-talet. 
Tom Joad är en av karaktärerna i John Steinbecks roman Vredens druvor. Titelspåret har även gjorts av det svenska bandet Junip och i en mer populär version av Rage Against the Machine. Springsteen turnerade ensam med akustisk gitarr och munspel i mindre konserthallar och turnén nådde Sverige och Cirkus 13 mars 1996.

## Låtlista
Samtliga låtar skrivna av Bruce Springsteen.
1. "The Ghost of Tom Joad" - 4:23
2. "Straight Time" - 3:25
3. "Highway 29" - 3:39
4. "Youngstown" - 3:52
5. "Sinaloa Cowboys" - 3:51
6. "The Line" - 5:14
7. "Balboa Park" - 3:19
8. "Dry Lightning" - 3:30
9. "The New Timer" - 5:45
10. "Across the Border" - 5:24
11. "Galveston Bay" - 5:04
12. "My Best Was Never Good Enough" - 2:00